# Kyburg-Buchegg
Kyburg-Buchegg (toponimo tedesco) è stato un comune svizzero del distretto di Bucheggberg (Canton Soletta), formato dalla località di Kyburg e dal castello di Buchegg.
Il 1º gennaio 2014 è stato accorpato agli altri comuni soppressi di Aetigkofen, Aetingen, Bibern, Brügglen, Gossliwil, Hessigkofen, Küttigkofen, Mühledorf e Tscheppach per formare il nuovo comune di Buchegg.